# Zawisza (imię)
Zawiszaⓘ (cz. Záviš, serb. Zaviša) – starosłowiańskie imię męskie. Wywodzi się od słowa oznaczającego "zazdrosny o sławę".
Zawisza imieniny obchodzi 17 sierpnia.

## Postacie o imieniu Zawisza
- Zawisza – kanonik krakowski,
- Zawisza Czarny z Garbowa – polski rycerz,
- Zawisza z Falkenštejnu – czeski rycerz,
- Záviš Kalandra – czeski publicysta, historyk i teoretyk literatury,
- Zawisza Kurozwęcki – regent Królestwa Polskiego, biskup krakowski,
- Zaviša Milosavljević – serbski trener piłkarski,
- Zawisza Oleśnicki Czerwony – polski rycerz.